# Kalipasung
Kalipasung is een bestuurslaag in het regentschap Cirebon van de provincie West-Java, Indonesië. Kalipasung telt 3803 inwoners (volkstelling 2010).